# Ам-Хабиле
Ам-Хабиле (фр. Am Habilé) — небольшой город и супрефектура в Чаде, расположенный на территории региона Саламат. Входит в состав департамента Абу-Деиа.

## Географическое положение
Город находится в юго-восточной части Чада, к югу от вади Джуруф, на высоте 508 метров над уровнем моря.
Ам-Хабиле расположен на расстоянии приблизительно 523 километров к востоку-юго-востоку (ESE) от столицы страны Нджамены.

## Население
По данным официальной переписи 2009 года численность населения Ам-Хабиле составляла 24 373 человека (11 464 мужчины и 12 909 женщин). Население супрефектуры по возрастному диапазону распределилось следующим образом: 52,7 % — жители младше 15 лет, 42,1 % — между 15 и 59 годами и 5,2 % — в возрасте 60 лет и старше.

## Транспорт
Ближайший аэропорт расположен в городе Ам-Тиман.